# Georg Fraser (militär)
Georg Fredrik Fraser, född 19 maj 1849 i Helsingfors, död där 31 oktober 1937, var en finländsk militär och fredsvän. Han var far till arkitekten Georg Fraser.
Fraser utexaminerades 1869 från Finska kadettkåren och tjänstgjorde vid rangregementen i Ryssland till 1887, då han tog avsked med överstes rang. Han verkade därefter bland annat som affärsman och jordbrukare samt framträdde som litteratur- och kulturhistorisk skriftställare och föredragshållare. På äldre dagar gjorde han sig känd som en ivrig förkämpe för fredsidén (ursprungligen inom den fredsförening som verkade 1911–1914 i Helsingfors under ledning av Leo Mechelin) och ivrade även för helnykterhet. Bland hans arbeten märks kadettromanen John Gordon (1912), några memoarböcker och verket Världsfreden I (1925).

## Verk
- Om den finska värnepligtiga ungdomens krigiska uppfostran (1880)[2]
- Kortfattad öfversigt af rättsväsendet i kejsaredömet Ryssland (1887)
- Början, fortsättning och slut på min afbrutna s.k. kritik (1888)
- Vitterheten under nittonde seklets reformtid i Ryssland (1888)
- Mina besök hos grefve Leo Tolstoy (1901)
- Ett landtdagstal [på omslaget: och ett eftertal] (1906)
- Rysslands politiska partier och deras program sammanställda (1906)
- I rannsakningsfängelset (1912)
- John Gordon (1912)
- Krig och fred (1913)
- Kväden anno 1913 (1913)
- Finska kadettkårens hundraårsminnesfest (1914)
- Kväden anno 1914 (1914)
- Socialismen och våra finländska socialister (1918)
- Små händelser i mitt lif (1921)
- Det sluttande planet (1922)
- Ett curriculum vitae. (Ett levnadslopp) (1934)
- Orienterande tankar om världsfreden (1985)